# Rue de Longchamp (Paris)
Pour les articles homonymes, voir Rue de Longchamp.
La rue de Longchamp est une voie du 16e arrondissement de Paris, en France,

## Situation et accès
Elle est desservie à proximité du Trocadéro par la ligne 6 à la station Trocadéro On y accède également par la place de l'Étoile via l'avenue Kléber.

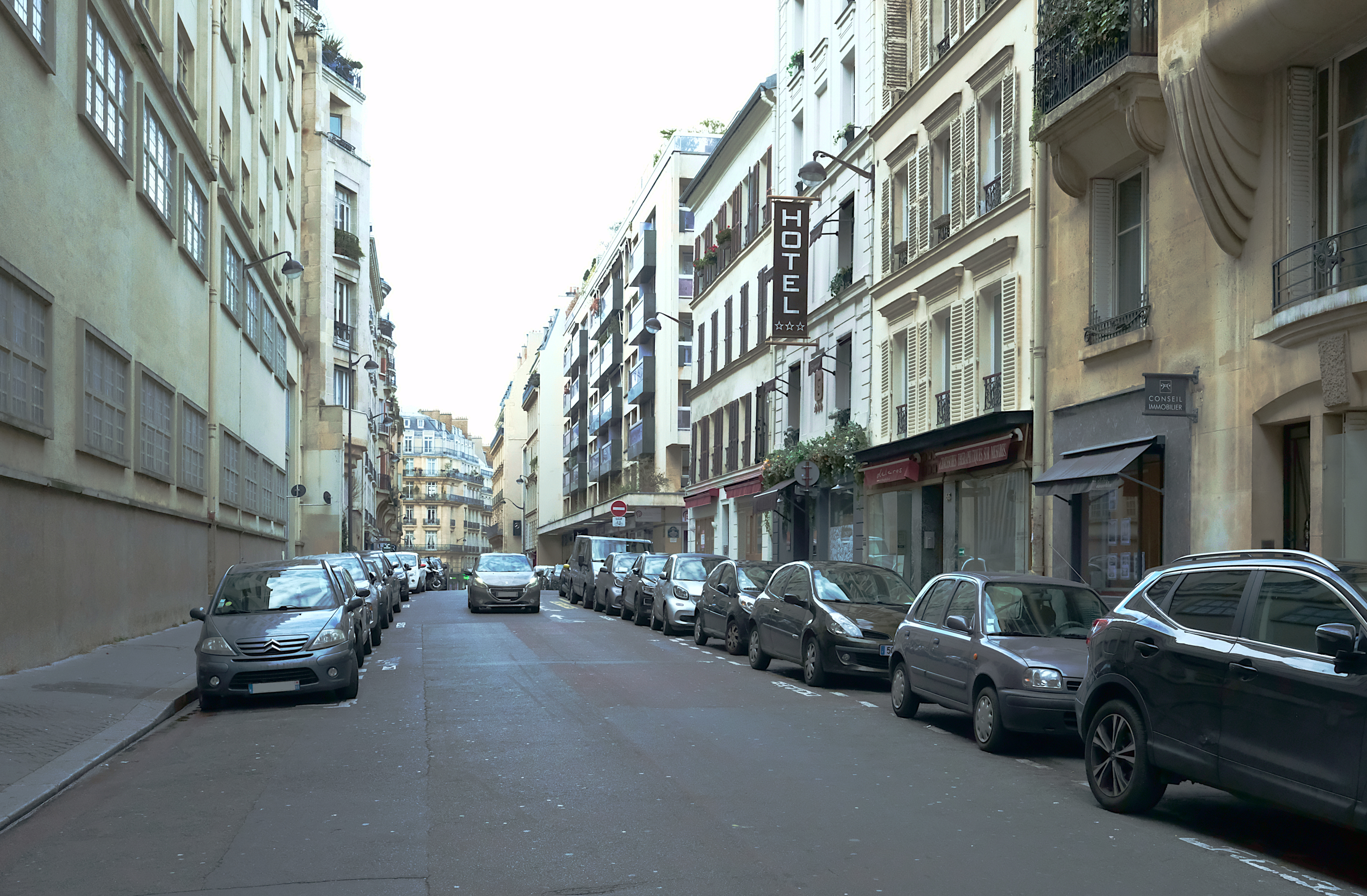
La rue de Longchamp vue depuis l'avenue Raymond-Poincaré.
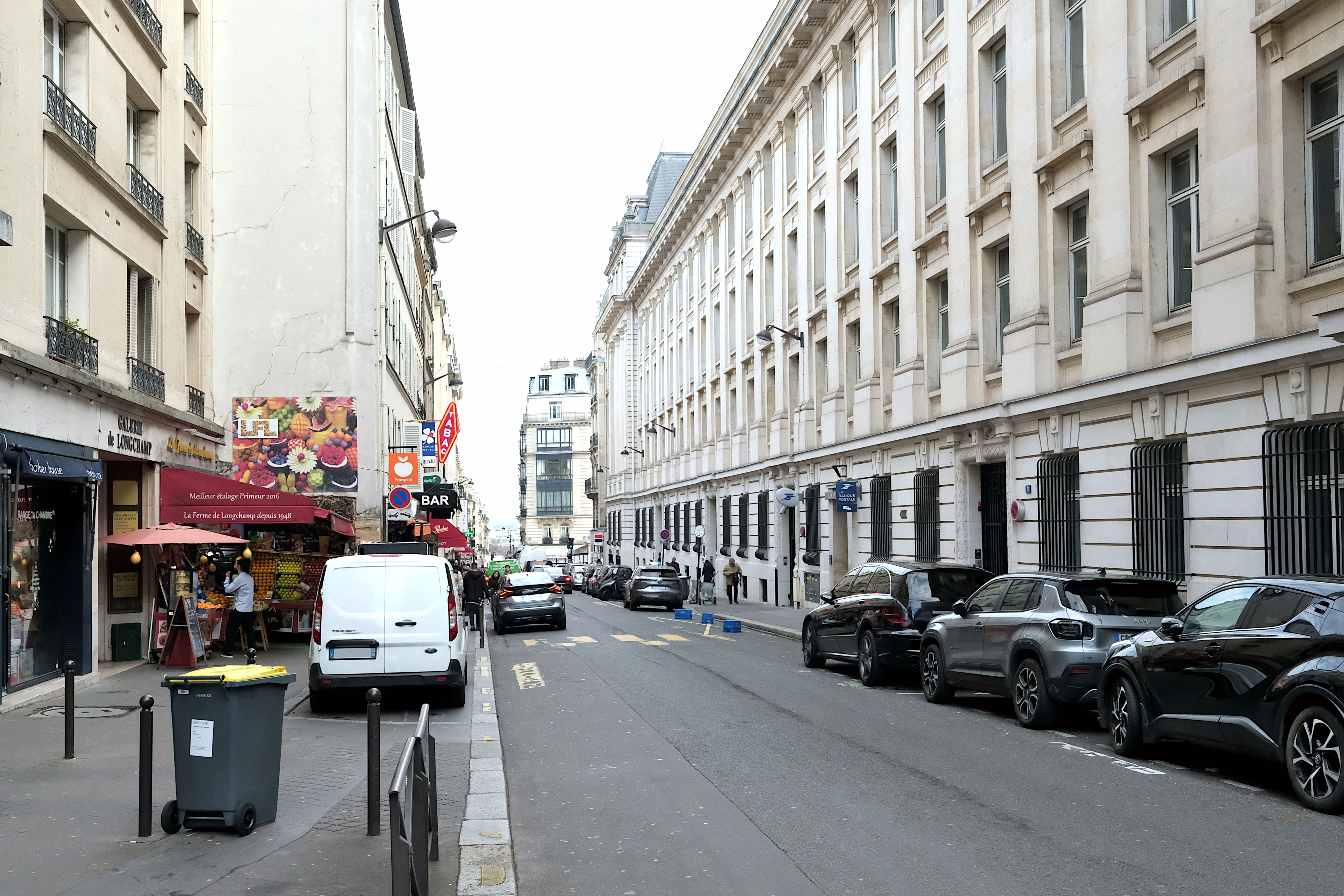
La rue en direction de l'avenue Kléber.

## Origine du nom
Cette rue est nommée d'après l'abbaye royale de Longchamp.

## Historique
La section comprise entre les actuelles place d'Iéna et rue Spontini est ouverte en 1834 sur l'emplacement rectifié d'un chemin indiqué sur le plan de Roussel de 1730.
La partie comprise entre les actuels boulevards Flandrin et Lannes a été ouverte en 1854 lors de l'établissement du chemin de fer d'Auteuil sur les terrains détachés du bois de Boulogne.
La bande à Ortiz y effectue un cambriolage en juillet 1893.
Ces deux sections, qui faisaient partie de l'ancienne commune de Passy, ont été rattachées à la voirie parisienne par un décret du 23 mai 1863 avant de prendre la dénomination actuelle par un arrêté du 10 novembre 1873.

## Bâtiments remarquables et lieux de mémoire
- No 1 (angle place d’Iéna et avenue du Président-Wilson) : immeuble en pierre de taille doté d’une exceptionnelle serre d’hiver au premier étage [2].
- No 3 : domicile de Serge Doubrovsky lorsqu'il rendait visite à ses grands-parents.
- No 9 : ambassade du Mexique en France ; bâtiment de style Art déco, édifié par l'architecte André Durand en 1926, qui en a également dessiné le mobilier[3].
- No 12 : dans les années 1900, siège de la chancellerie de la légation de Roumanie[4].
- No 17 : logement de Camille Saint-Saëns.
- No 32 : emplacement du restaurant Jamin où Joël Robuchon obtint sa troisième étoile.
- No 51 : bureau de poste.
- No 75 : domicile du collectionneur Léonce Rosenberg.
- No 78 : le poète Paul Celan y a vécu de 1958 à 1967.
- No 84 : l'architecte Ernest Sanson y meurt en 1836[5].
- No 99 : bureaux de l'architecte Louis Holt en 1902.
- No 101 : rue Herran, voie privée.
- No 102 : le peintre et écrivain Jacques Henri Lartigue y a vécu de 1954 à 1986 ; une plaque lui rend hommage.
- No 103 : lycée Janson-de-Sailly.
- No 111 : une plaque sur l'immeuble rappelle que le peintre et graveur Édouard Goerg (1893-1969) vécut ici.
- No 123 : le peintre brésilien Cícero Dias y a vécu de 1969 à 2003 ; une plaque lui rend hommage.
- No 125 : domicile de l'actrice Jean Seberg au moment de sa mort.
- No 130 : école élémentaire.
- No 131 : ministère de l'Éducation nationale, direction générale de l'Enseignement, direction de la Culture populaire et des Mouvements de jeunesse, bureau d'action pour les Mouvements de jeunesse[6].
- No 132 : rue de Pomereu (voie privée).
- Nos 134 (et 1, rue de Pomereu) : hôtel particulier construit en 1892-1893 par l’architecte Anatole de Baudot pour lui-même[7]. Derrière la façade de pierre se dissimule une ossature de béton armé, procédé dont il s’agit de l’une des premières applications[8]. On observe en façade des éléments d’inspiration néo-médiévale : sculptures, cabochons, porte à pentures.
- No 136 : domicile de Jules Breton ; une plaque lui rend hommage. Délégation de la Pologne auprès de l'OCDE. Construit par Louis Salvan : SALVAN. L. Archi 1884 (photos).
- No 137, à l'angle avec le 2 rue de Lota : hôtel particulier de styles néogothique et néo-Renaissance construit par les architectes Paul Dureau et Émile Orième en 1894[9].
- No 148 : domicile (jusqu'en 1909) de Georges Feydeau.
- No 148 bis : domicile de Henri Dupré de Baubigny (1894-1946), dit « Henri de Baubigny », administrateur de sociétés, croix de guerre 1914-1918
- No 154 : ambassade du Niger en France.
- Le chanteur Yves Montand et l'écrivain Michel del Castillo y ont vécu[10].

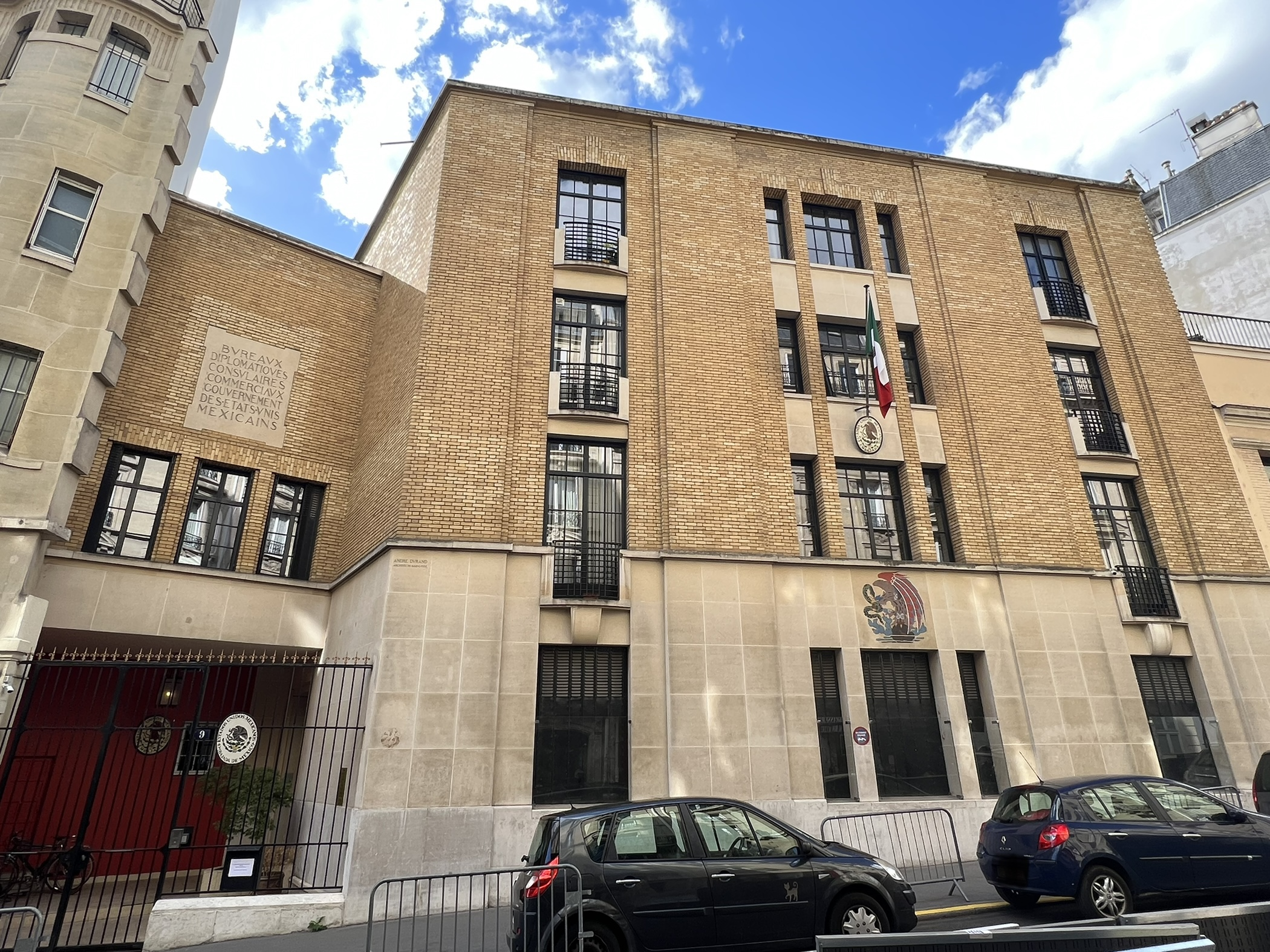
No 9, ambassade du Mexique.
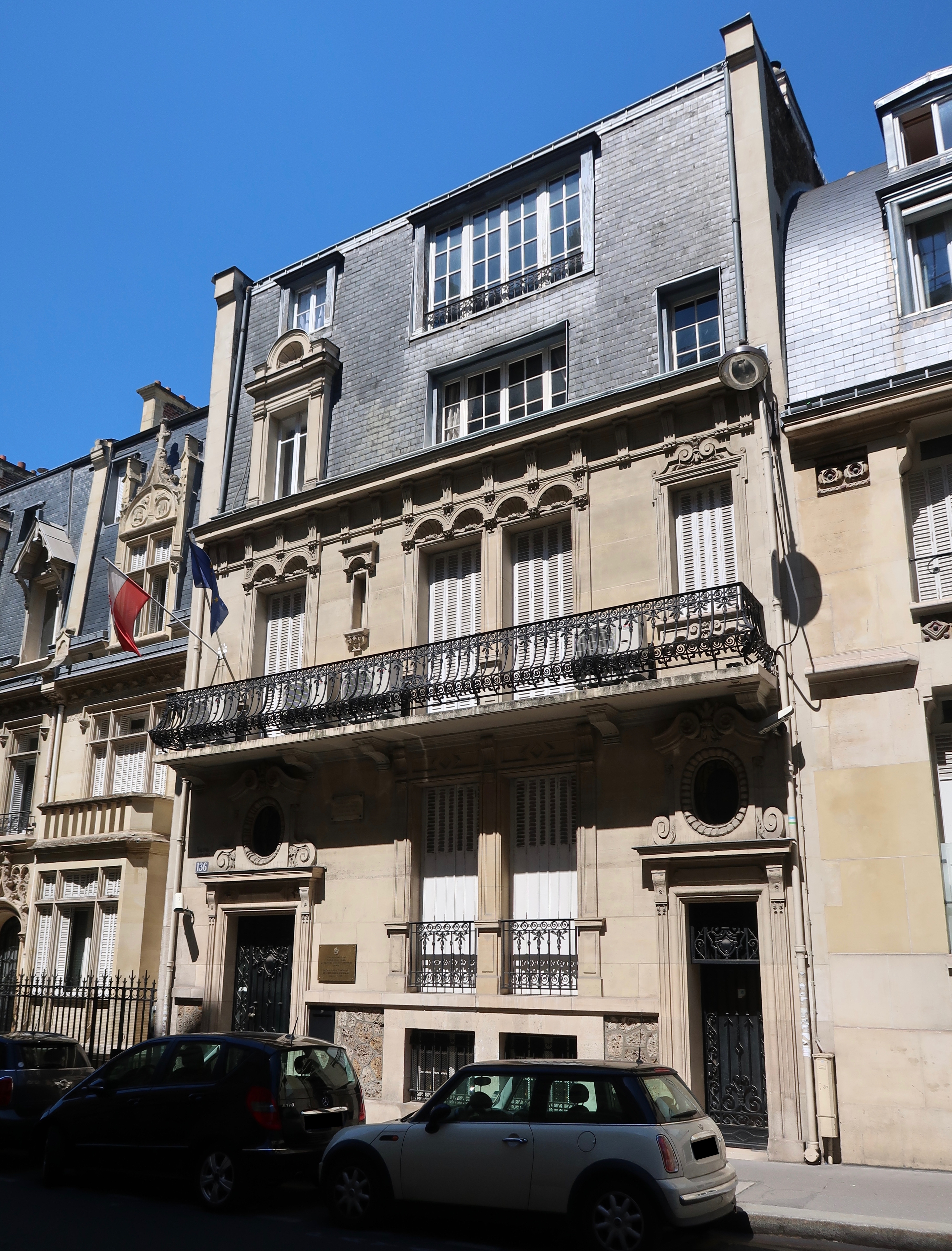
No 136.
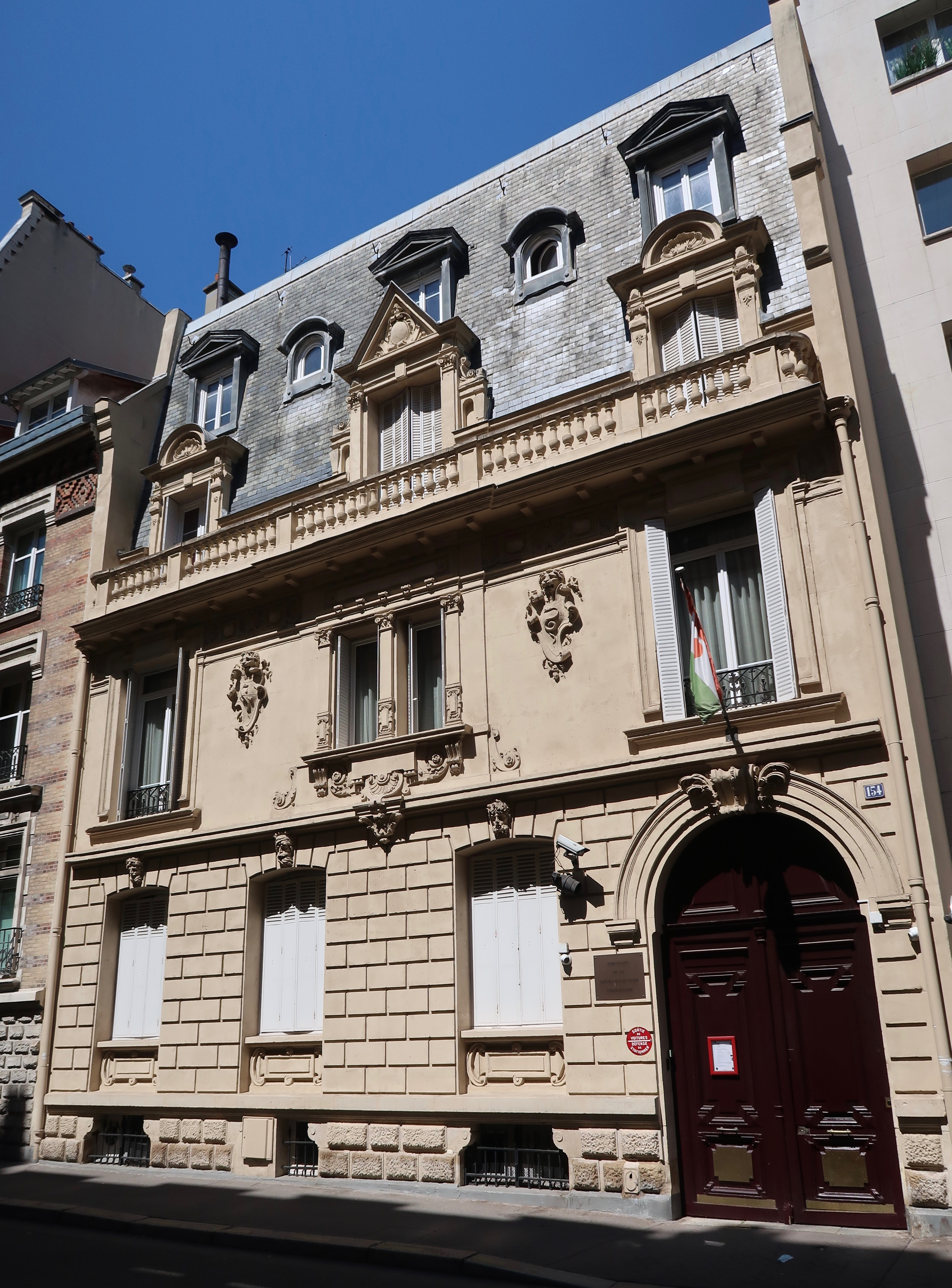
No 154, ambassade du Niger.
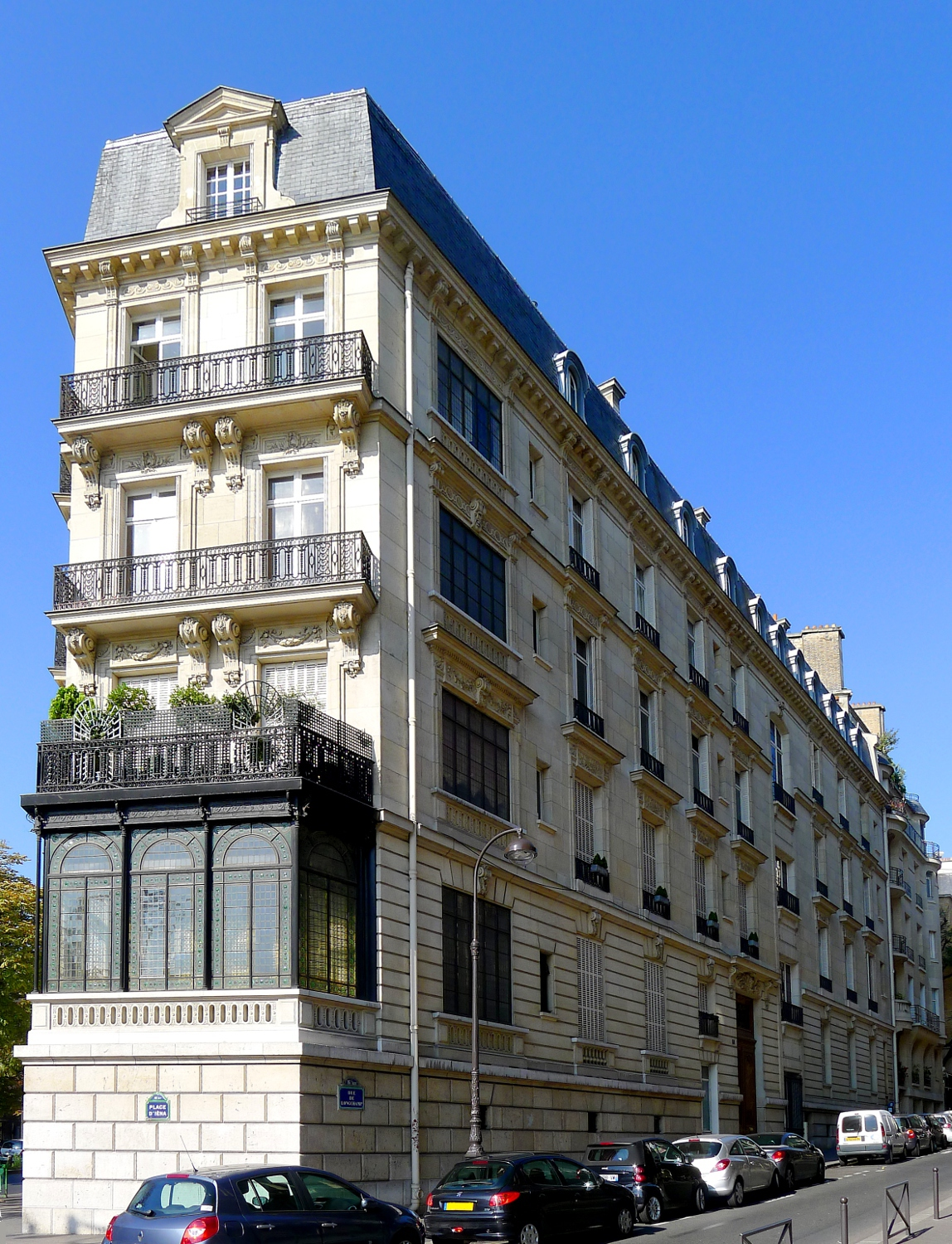
Angle avec la place d'Iéna.

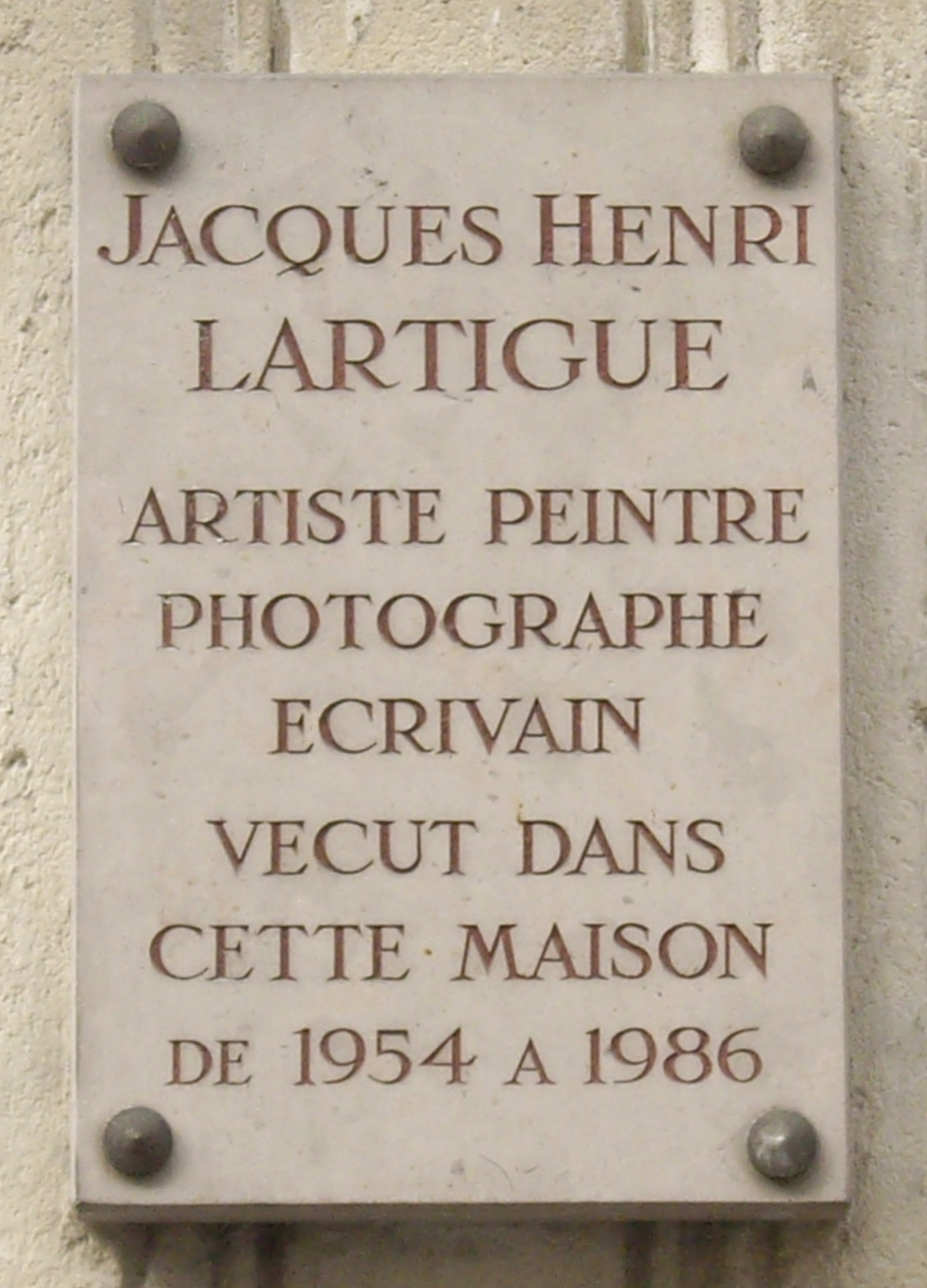
Plaque au no 102.
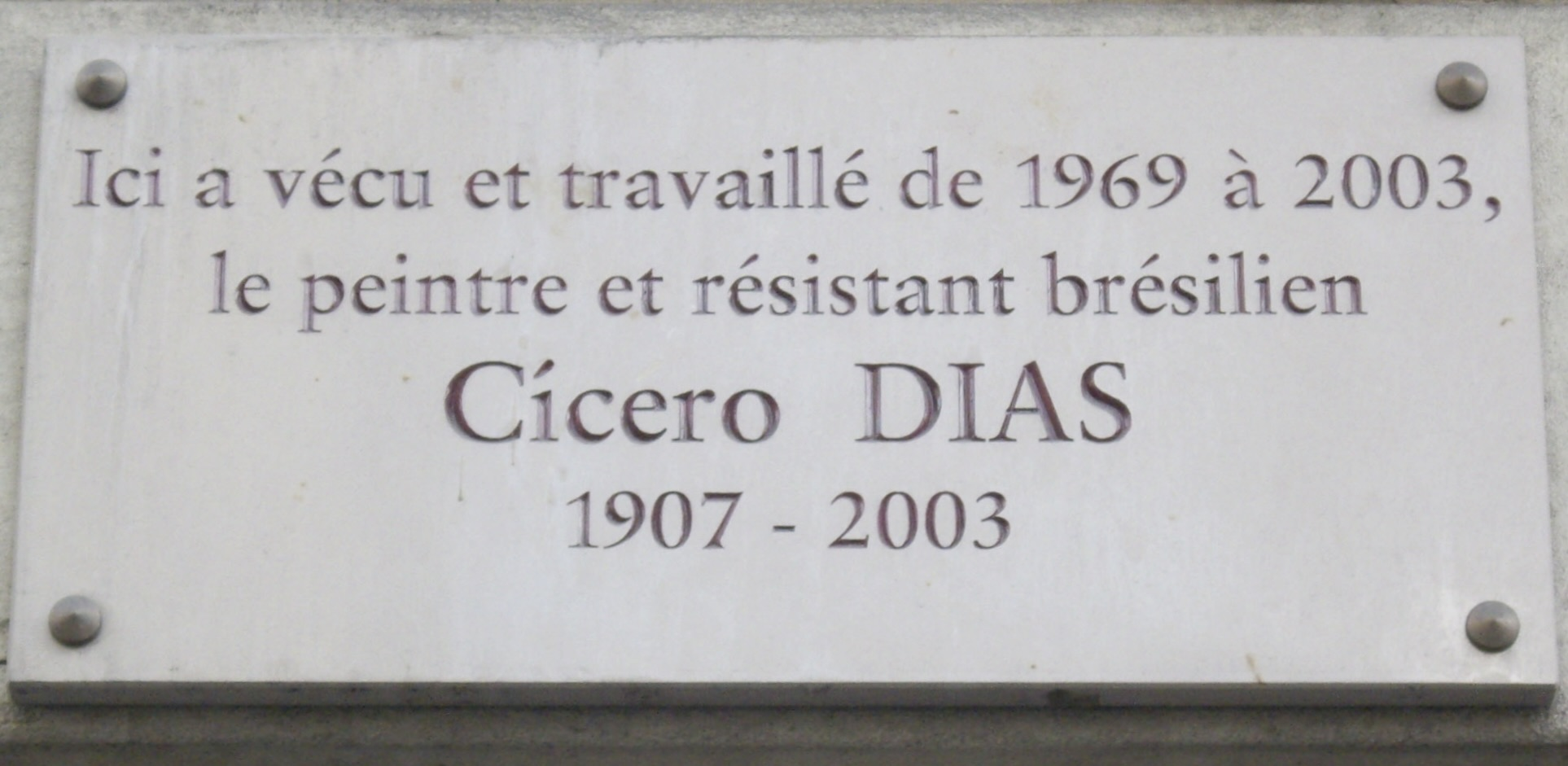
Plaque au no 123.
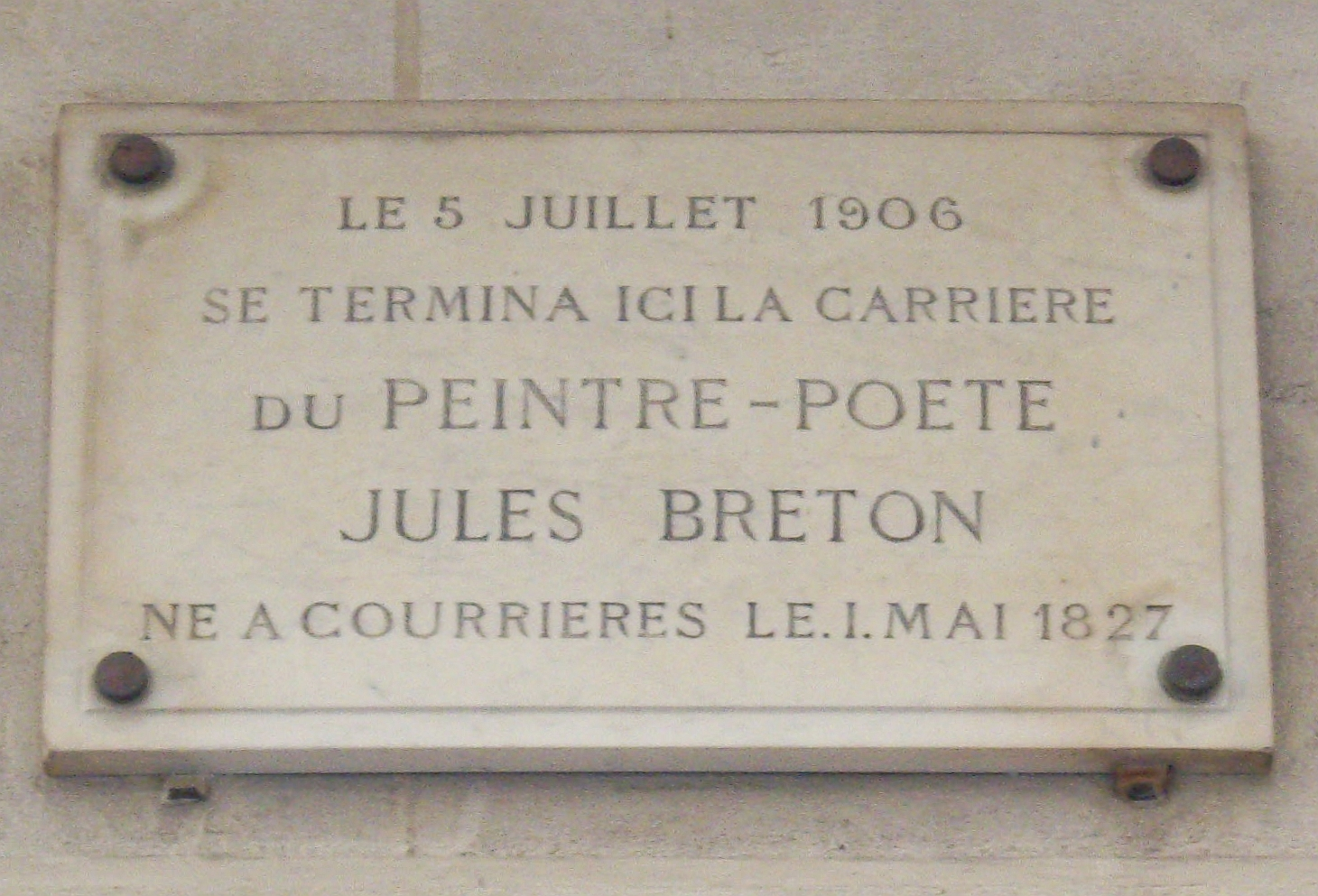
Plaque au no 136.